# Kerényi Róbert
Kerényi Róbert Szigony (Budapest, 1963. december 12. –) magyar népzenész, tanár, a Tatros együttes és a Szigony zenekar alapítója.

## Pályája
A táncház mozgalom emblematikus alakja. A moldvai és gyimesi népzene és néptánc kortárs kultúrában való elterjesztésének kulcsszereplője. 
Az Óbudai Népzenei Iskolában kezdte tanulni a népi furulyázást. 1988-tól népzenét gyűjtött és tanult a gyimesi és moldvai csángó magyarok között. 
Ezerórányi népzenei gyűjtése a Zenetudományi Intézetben és a Hagyományok Házában található. 
A Tatros és a Szigony zenekar, az Avar Horda, a Marczibányi téri Guzsalyas és Kőketánc gyerektáncház, valamint a Zempléni Serkertánc tábor alapító tagja. Egyedi, improvizatív furulyajátéka táncházakban, koncerteken és színházban hallható. 
Szervezői és tanári teljesítménye is kiemelkedő. 

## Családja
Három gyermeke van: Sári, Lőrinc, Bíbor Inka.

## Diszkográfia
Tatros együttessel:
- Moldvai Csángó Zene (1990)
- Élő zene, 1997
- Di Naye Kapelye (1998)
- Mediawave ázsiai turné (1998)
- Szalóki Ágnessel: Téli-nyári laboda (2004)

Szigony zenekar: 
- Moldvai táncok (2005),
- Gyimesi táncok (2007).

Tükrös együttes két gyerek lemezén a Szigony zenekarral:
- Vígan legyünk (2003),
- Hegyen völgyön (2006)

Téka együttes:
- Őskelet (2002)

Megjelent népzenei gyűjtései:
- Honn vagysz-e? – Etnofon.
- Zerkula és a Szászcsávásiak. Balogh Kálmán, Vizeli Balázs – Folkeuropa.
- Bacioi-i Fanfárosok, Klézsei tánczene. Gyimesbükki tánczene 1-2.

## Díjai, elismerései
- Párhuzamos Kultúráért díj (2016)[1]
- Príma Díj (2024)